# يوهانس ألبرتي
يوهانس ألبرتي هو عالم عقيدة هولندي، ولد في 6 مارس 1698 في أسن في هولندا، وتوفي في 13 أغسطس 1762 في لايدن في هولندا.